# Zjednoczone Emiraty Arabskie na Letnich Igrzyskach Olimpijskich 2012
Zjednoczone Emiraty Arabskie na Letnich Igrzyskach Olimpijskich 2012 reprezentowało 25 zawodników – 23 mężczyzn i dwie kobiety. Był to ósmy start reprezentacji Zjednoczonych Emiratów Arabskich na letnich igrzyskach olimpijskich.

## Skład reprezentacji

### Judo
Mężczyźni
| Zawodnik        | Konkurencja | 1/16             | 1/8              | Ćwierćfinał      | Półfinał         | Repasaż          | Finał/BM         | Finał/BM |
| Zawodnik        | Konkurencja | Przeciwnik Wynik | Przeciwnik Wynik | Przeciwnik Wynik | Przeciwnik Wynik | Przeciwnik Wynik | Przeciwnik Wynik | Pozycja  |
| --------------- | ----------- | ---------------- | ---------------- | ---------------- | ---------------- | ---------------- | ---------------- | -------- |
| Humaid Al-Derei | - 66 kg     | Awad P 001-101   | NQ               | NQ               | NQ               | —                | NQ               | NQ       |

### Lekkoatletyka
Mężczyźni
| Zawodnik                  | Konkurencja | Kwalifikacje | Kwalifikacje | Finał | Finał   |
| Zawodnik                  | Konkurencja | Wynik        | Miejsce      | Wynik | Miejsce |
| ------------------------- | ----------- | ------------ | ------------ | ----- | ------- |
| Mohammed Abdullah Darwish | trójskok    | 16,06        | 24.          | NQ    | NQ      |

Kobiety
| Zawodniczka      | Konkurencja    | Eliminacje | Eliminacje | Półfinał | Półfinał | Finał   | Finał |
| Zawodniczka      | Wynik          | Miejsce    | Wynik      | Miejsce  | Wynik    | Miejsce |       |
| ---------------- | -------------- | ---------- | ---------- | -------- | -------- | ------- | ----- |
| Betlhem Desalegn | bieg na 1500 m | 4:14,07    | 34.        | NQ       | NQ       | NQ      | NQ    |

### Piłka nożna

#### Turniej mężczyzn
- Reprezentacja mężczyzn

Trener: Mahdi Ali
| - Ali Khasif - Abdulaziz Hussain - Mohamed Ahmed - Amer Abdulrahman - Hamdan Al-Kamali - Ismail Matar - Ahmed Khalil - Khamis Ismail - Abdelaziz Sanquor |  | - Omar Abdulrahman - Rashed Eisa - Saad Surour - Ismail Al-Hammadi - Ahmed Ali - Habib Al-Fardan - Mohamed Fawzi - Khalid Isa - Ali Alamri |

Grupa A
| Drużyna                           | M | Mecze | Mecze | Mecze | Bramki | Bramki | Bramki | Pkt |
| Drużyna                           | M | W     | R     | P     | +      | -      | +/-    | Pkt |
| --------------------------------- | - | ----- | ----- | ----- | ------ | ------ | ------ | --- |
| Wielka Brytania U-23              | 3 | 2     | 1     | 0     | 5      | 2      | +3     | 7   |
| Senegal U-23                      | 3 | 1     | 2     | 0     | 4      | 2      | +2     | 5   |
| Urugwaj U-23                      | 3 | 1     | 0     | 2     | 2      | 4      | -2     | 3   |
| Zjednoczone Emiraty Arabskie U-23 | 3 | 0     | 1     | 2     | 3      | 6      | -3     | 1   |

Wyniki
| 26 lipca 2012 17:00 | Zjednoczone Emiraty Arabskie · Matar 23' | 1:2(1:1)Raport | Urugwaj · 42' Ramírez · 56' Lodeiro | Old Trafford, Manchester Widzów: 51,745 Sędzia: Peter O’Leary |
|                     |                                          |                |                                     |                                                               |

| 29 lipca 2012 19:45 | Wielka Brytania · Giggs 16' · Sinclair 73' · Sturridge 76' | 3:1(1:0)Raport | Zjednoczone Emiraty Arabskie · 60' Eisa | Stadion Wembley, Londyn Widzów: 85,137 Sędzia: Roberto García Orozco |
|                     |                                                            |                |                                         |                                                                      |

| 1 sierpnia 2012 19:45 | Senegal · Konaté 49' | 1:1(0:1)Raport | Zjednoczone Emiraty Arabskie · 21' Matar | Ricoh Arena, Coventry Widzów: 28,652 Sędzia: Svein Oddvar Moen |
|                       |                      |                |                                          |                                                                |

### Pływanie
Mężczyźni
| Zawodnik          | Konkurencja             | Eliminacje | Eliminacje | Półfinał | Półfinał | Finał | Finał   |
| Zawodnik          | Konkurencja             | Czas       | Miejsce    | Czas     | Miejsce  | Czas  | Miejsce |
| ----------------- | ----------------------- | ---------- | ---------- | -------- | -------- | ----- | ------- |
| Mubarak Al Besher | 100 m stylem klasycznym | 1:05,26    | 42.        | NQ       | NQ       | NQ    | NQ      |

### Podnoszenie ciężarów
Kobiety
| Zawodniczka      | Konkurencja | Rwanie | Rwanie  | Podrzut | Podrzut | Razem  | Pozycja |
| Zawodniczka      | Konkurencja | Wynik  | Pozycja | Wynik   | Pozycja | Razem  | Pozycja |
| ---------------- | ----------- | ------ | ------- | ------- | ------- | ------ | ------- |
| Khadija Mohammad | -75 kg      | 51 kg  | 12.     | 62 kg   | 12.     | 113 kg | 12.     |

### Strzelectwo
Mężczyźni
| Zawodnik         | Konkurencja   | Kwalifikacje | Kwalifikacje | Finał | Finał   |
| Zawodnik         | Konkurencja   | Wynik        | Pozycja      | Wynik | Pozycja |
| ---------------- | ------------- | ------------ | ------------ | ----- | ------- |
| Dhaher Al-Aryani | trap          | 107          | 32.          | NQ    | NQ      |
| Juma Al-Maktoum  | trap podwójny | 133          | 13.          | NQ    | NQ      |
| Saeed Al-Maktoum | skeet         | 118          | 13.          | NQ    | NQ      |